# Marolles-en-Brie
|  | Per a altres significats, vegeu «Marolles-en-Brie (Sena i Marne)». |

Marolles-en-Brie és un municipi francès al departament de la la Vall del Marne (regió de l'Illa de França). Forma part del cantó de Plateau briard i del districte de Créteil. I des del 2016 de la divisió Grand Paris Sud Est Avenir de la Metròpoli del Gran París.

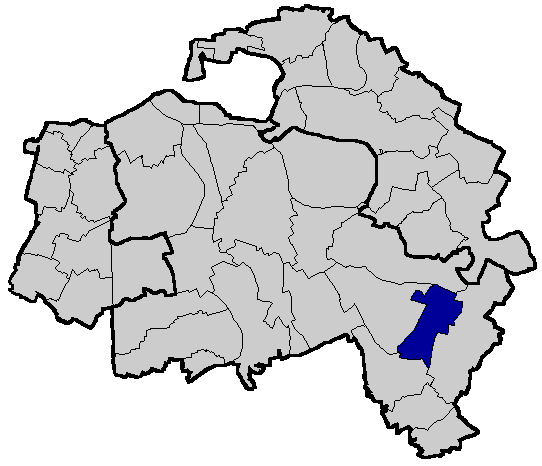
Localització de Marolles-en-Brie a la Val-de-Marne